# Різдвяний ельф

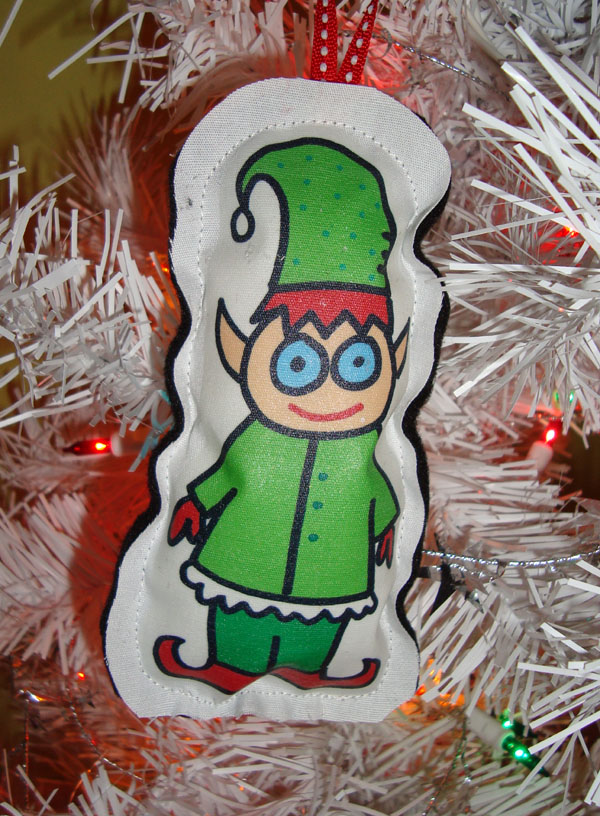
Ельф на різдвяній прикрасі

В англомовних культурах різдвяний ельф — мініатюрний ельф, який живе з Санта-Клаусом на Північному полюсі та виконує роль його помічника. Різдвяних ельфів зазвичай зображують одягненими в зелене або червоне, з великими гострими вухами та загостреними капелюхами. Найчастіше їх зображують як гуманоїдів, але іноді і як пухнастих ссавців із хвостами. Поширений образ ельфів Санти, котрі поряд з іншим ельфами, виготовляють іграшки в майстерні Санти та піклуються про його оленів.
У літературі їх уперше описала Луїза Мей Олкотт 1856 року. Образ Санти значно старший, він з'явився у фольклорі США на початку XVII століття на основі образу Святого Миколая з атрибутами різних європейських різдвяних традицій, особливо англійського Батька Різдва і голландського Сінтерклааса. Асоціаціювання різдвяних подарунків з ельфами має прецеденти в першій половині XIX століття (скандинавський ніссе або тоннту), а у «Візиті Святого Миколая» (1823) самого Святого Миколая називають ельфом.

## Походження
Вважається, що образ ельфа походить із скандинавської міфології, в якій згадуються álfar, також відомі як huldufólk («прихований народ»). Персонаж ельфа, найпевніше, поєднав цю скандинавську легенду з іншими скандинавськими та кельтськими культурами та міфами про ельфів, фей та духів природи. Уявлення про подібні надприродні істоти, які можна пов'язати з ельфами, існували в різних регіонах Європи, наприклад, кобольди з Німеччини та домашні духи, на ім'я Брауні в Шотландії. У середньовічній Європі ельфів вважали нечистивими та часто пов'язували з демонами.
Різдвяний ельф з'явився в літературі ще 1850 року, коли Луїза Мей Олкотт закінчила, але так і не опублікувала книгу під назвою «Різдвяні ельфи». Журнал Godey's Lady's Book популяризував зображення ельфів у майстерні ілюстрацією на обкладинці різдвяного випуску 1873 року, на якій зображено Санту в оточенні іграшок та ельфів із підписом «Тут ми маємо ідею про приготування, які зроблені, щоб діти отримали іграшки на Різдво» (англ. Here we have an idea of the preparations that are made to supply the young folks with toys at Christmas time). У цей час Godey's надзвичайно вплинув на зародження різдвяних традицій, вперше поширивши зображення сучасної різдвяної ялинки на обкладинці свого різдвяного номера 1850 року. Поширенню сприяла також «Будинок Санта-Клауса, різдвяна феєрична вистава для недільних шкіл» Остіна Томпсона 1876 року.

### Святий Миколай як ельф
У вірші 1823 року «Візит Святого Миколая», який часто приписують Клементу Кларку Муру, самого Санта-Клауса описано в рядку 45 так: «Він був пишним і пухким, справжній веселий старий ельф» (англ. He was chubby and plump, a right jolly old elf). До Святого Миколая у Швеції подарунки роздавав різдвяний козел. До 1891 року святий став настільки відомим, що його вже неможливо було нехтувати.  Він об'єднався з Томтеном, який раніше був охоронцем ферми ельфів/гномів. Після роботи Єнні Нюстрем ця гібридна фігура стала відомою як Юлтомтен.

## Сучасна попкультура

Моряки на борту USS Harry S. Truman (CVN-75) дивляться фільм «Ельф» 2003 року

У США, Канаді, Великій Британії та Ірландії сучасна різдвяна легенда про Санта-Клауса зазвичай включає мініатюрних ельфів; зелені ельфи з гострими вухами та гострими капелюхами допомагають Санті. Вони виготовляють іграшки в майстерні Санти, розташованій на Північному полюсі. У цьому образі ельфи трохи нагадують спритну й делікатну версію гномів зі скандинавської міфології.
У деяких фільмах (наприклад, серіал «Санта-Клаус» і «Різдвяні хроніки»), ельфи також виконують функції поліції та військово-повітряних сил, які захищають Північний полюс, допомагають Санті за межами полюса, коли його захоплює справжня поліція, і виступають охоронцями Санти («Фред Клаус»).
Зазвичай кажуть, що ельфи живуть сотні, а то й тисячі років, попри те, що в деяких випадках вони виглядають вічно молодими, нагадують дітей.

### У фільмах і на телебаченні
В сучасних фільмах і на телебаченні роль різдвяних ельфів розширилася. Як правило, у фільмах живої дії їх зображують актори малого зросту, діти, застосовується вимушена перспектива, щоб актори нормального зросту виглядали мініатюрними, або комп'ютерна графіка (CGI); в інших випадках, відповідно до формату фільму, використовують мальовану, лялькову чи комп'ютерну анімацію. Наприклад:
- У традиційному короткометражному анімаційному фільмі Діснея 1932 року «Майстерня Санти» показано, як Санта-Клаус і його ельфи готуються до Різдва[4].
- Ельфи Діда Мороза займають важливе місце в спеціальному серіалі Ранкіна-Басса[en] 1964 року про червононосого оленя Рудольфа[en]. Було створено характерний барвистий дизайн костюма з червоними, зеленими, синіми або рожевим одягом, увінчаним конусоподібним капелюхом[5]. Більшість ельфів відповідають стереотипу низькорослих і пухких, але для різноманітності один ельф вищий і тонший за інших і носить окуляри в роговій оправі[en]. Спецсеріал спонсорувала General Electric, а ельфи були представлені в рекламі малої побутової техніки GE[6].
- У повнометражному фільмі Чарівне Різдво[en] 1985 року немає ельфів; Санта керує своєю фабрикою іграшок за допомогою «різдвяних янголів», які є померлими дорослими.
- У фільмі Санта-Клаус: Фільм[en] 1985 року ельфи — це різновид ремісничої гільдії, яка виготовляє традиційні іграшки вручну та доглядає за оленями Санта-Клауса[7].
- У художньому фільмі 1994 року «Санта-Клаус» і його продовженнях ельфів Санти зображують діти або підлітки, попри те, що їм сотні років. Бернарда, ельфа номер один, зіграв шістнадцятирічний Девід Крамхолц. До того часу, коли 2006 року знімався другий сиквел, Крамхолц подорослішав і знімався у власному телесеріалі, тому ельфа номер два підвищили до номера один.
- Різдвяні ельфи фігурують у телефільмі 1998 року «Різдвяний переворот[en]».
- Жива комедія Вілла Феррелла «Ельф» 2003 року віддає данину поваги спеціальному серіалу «Рудольф» 1964 року, скопіювавши барвистий дизайн костюмів для ельфів, яких зображують у вимушеній перспективі актори нормального зросту[8][9].
- У живому бойовику Фред Клаус 2007 року більшість ельфів, як-от головного ельфа Віллі (Джон Майкл Гіґґінс[en]), зображено через вимушену перспективу. Єдиним винятком є бухгалтер Санти Шарлін (Елізабет Бенкс), яка є ельфом людського зросту.
- Тему різдвяних ельфів використано в спеціальному телесеріалі «Підготовка та посадка[en]» 2009 року, який розповідає історію про елітну групу ельфів, які готують будинки для доставки Санти. Це був перший святковий телевізійний випуск, створений студією Walt Disney Animation Studios[10].
- Різдвяних ельфів представлено в комп'ютерній анімації «Секретна служба Санта-Клауса» 2011 року.
- У комп'ютерно-анімаційному фільмі DreamWorks Animation «Rise of the Guardians» 2012 року ельфи — це дуже низькі істоти, які носять загострені капелюхи, і допомагають Санті на Північному полюсі, але вони не роблять іграшок, а лише вдають, оскільки насправді за створення іграшок відповідають єті.
- «Різдвяні хроніки» (2018) зображують ельфів як мініатюрних істот (створених комп'ютерною графікою) зі своєю власною мовою, якою також розмовляє Санта. Вони мають зріст близько двох футів, причому половину зросту становить голова, великі очі та довгі загострені вуха. Їхнє тіло вкрите тонким шаром хутра, і вони мають S-подібні волохаті хвости, що робить їм дещо схожими на гризунів. У продовженні від 2020 року «Різдвяні хроніки 2» вони розділені на два табори, в одному з яких — «неслухняні ельфи» на чолі з Белцнікелем, який планує скинути Санту.

### В літературі
У дитячій книжці з малюнками Валентина Д'Арсі Шелдона «Різдвяний ялинковий ельф» йдеться про те, як Санта зустрів своїх ельфів. В ній також з'являється ельф Блінк, який представляє Санту ельфам і рятує Різдво, загасивши вогонь на ялинці.
Тісний зв'язок із Різдвом та ельфами можна знайти в популярній казці «Домовики», яку братами Грімм опублікували 1812 року. В цій казці кілька ельфів якраз перед Різдвом допомагали чоботареві шити взуття.

## У світі

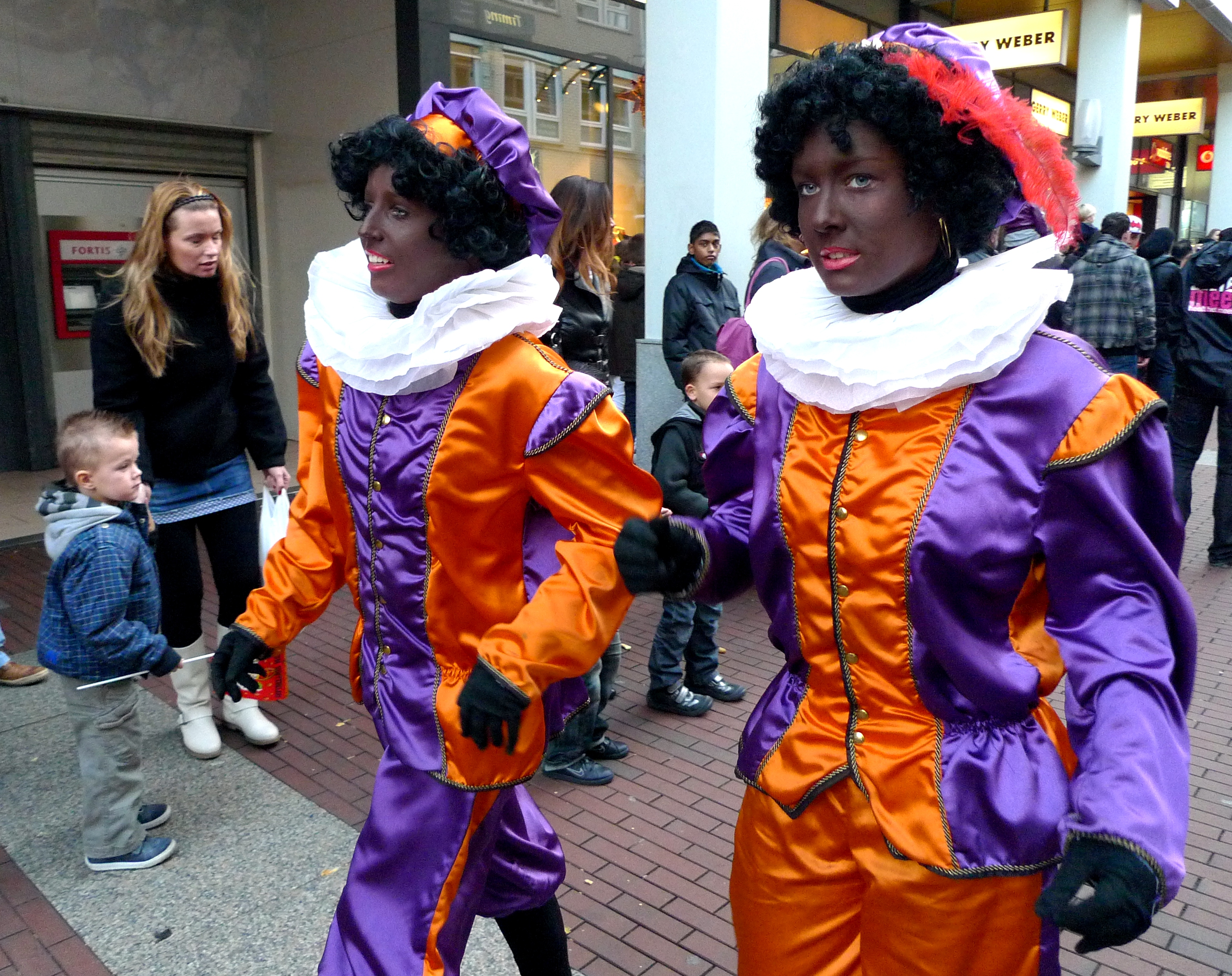
Два Чорних Піти, супутники Святого Миколая в Бельгії та Нідерландах

У європейських країнах Санта-Клаус має, залежно від країни, різних помічників. У Нідерландах і Бельгії святого Миколая супроводжує Чорний Піт, чия присутність сприймається неоднозначно через чорне обличчя.
У Німеччині компаньйоном є Кнехт Рупрехт, а в Люксембурзі він відомий як Гезекер.
У скандинавських країнах різдвяних ельфів називають ніссе, і вони зазвичай носять лише червоне, а не зелено-червоне вбрання, відоме в англомовних країнах.